# 音街ウナ
音街 ウナ（おとまち うな、Otomachi Una）は、エム・ティー・ケーの企画により株式会社インターネットより発売されている音声合成用の音源名、およびそのキャラクターである。ライブラリには声優の田中あいみの声が収録されている。2016年7月30日にヤマハによる製品「VOCALOID」用の歌声ライブラリ「VOCALOID4 Library 音街ウナ V4」、2017年4月20日にはエーアイ開発の話し言葉用の音声合成技術「AITalk」を利用した文章読み上げソフトウェア「音街ウナTalk Ex」が発売された。それぞれパソコン上で歌声や話し声を合成することができる。

## 製品
VOCALOID用歌声ライブラリである「VOCALOID4 Library 音街ウナ V4」、発話用ソフトウェアである「音街ウナTalk Ex」、音声素材集である「音街ウナキュートブースター」が発売されている。

天竜浜名湖鉄道天竜浜名湖線にて、2019年7月より音街ウナのラッピング車両が運行されている。

### VOCALOID4 Library 音街ウナ V4
「VOCALOID4 Library 音街ウナ V4」は、ヤマハの歌声合成技術「VOCALOID」に対応したボーカル音源で、パソコンでメロディと歌詞を入力して歌声を作成できる。エンジンのバージョンはVOCALOID4。「Sugar」と「Spicy」の2種類の声質を含んでいる。クロスシンセンスによって際立つ2つの声のメリハリ、グロウルなどVOCALOID4の機能を活用できるライブラリである。ブレス素材17種、掛け声などの音声素材を約140種収録している。また、これらの製品のユーザー向けに追加音声素材集「音街ウナキュートブースター」をダウンロード販売しているVOCALOID4 Editorを同梱した「VOCALOID4 Library 音街ウナ V4＋VOCALOID4 Editor」も販売されている。

#### Sugar
声質は甘く可愛い。子供らしい声で、可愛らしい楽曲に適する。

#### Spicy
声質は元気で力強い。勢いのある声で、鋭く、Sugarに比べて少女的。

### 音街ウナTalk Ex
「音街ウナTalk Ex」はエーアイ開発の音声合成技術である「AITalk」を利用している。動画などのナレーションに使用するほか、VOCALOID製品と同じく声優の田中あいみの声を音源としているため、VOCALOIDを用いて制作されている楽曲の中でVOCALOIDで再現するのが難しい、掛け声をこの製品で合成した音声を使用するなど、創作の幅が広くなる。

### 音街ウナキュートブースター
「VOCALOID4 Library 音街ウナ V4」または「音街ウナTalk Ex」のユーザーに対してダウンロード販売されている。上記2製品の付属とは異なる音声素材7カテゴリ200種類、それぞれの種類に原則（おまけパーツは除く）3パターン以上の音声素材で、16bit44.1kHzモノラルと16bit22.05kHzモノラルをWAVファイルでそれぞれ684ファイル収録している。

### VOICEROID2 音街ウナ
2020年12月11日にはVOICEROIDシリーズ版が発売。前述の「音街ウナTalk EX」のAITalk自体のアップデート版という位置付けである。

### Voidol 音街ウナ
2021年7月16日発売VoidolはAIによりリアルタイムで声質変換を行うアプリケーション「Voidol」のボイスモデル。

### VOCALOID6 AI 音街ウナ
2023年6月22日には、VOCALOID6に対応した「VOCALOID6 AI 音街ウナ」を発売。システムにAIを組み込んでいる。

### VOICEPEAK 音街ウナ
2023年9月7日発売。VOICEPEAKシリーズはDreamtonics社が開発したAI音声合成エンジン「Syllaflow」を搭載したソフトウェアである。150種類の音声素材のボイスマテリアルが付属している

### Synthesizer V 音街ウナ
2024年11月27日発売。Synthesizer VシリーズはDreamtonics社が開発したAI音声合成エンジンを搭載した歌唱用ソフトウェアである。

### A.I.VOICE2 音街ウナ
2025年2月20日にはA.I.VOICE2版が発売。VOICEROID版のAITalk自体のアップデート版という位置付けである。

## キャラクター
頭にはウナギをかたどった「オタマン帽」を被っており、製品ごとに違う服装をしている。
| 誕生日(発売日) | 7月30日 | 出身 | 「音楽の街」      | 推奨テンポ | 60～175BPM                |
| 性別           | 女性    | 身長 | 148.5cm(帽子含む) | 推奨音域   | Sugar:D2～C5 Spicy:C2～D5 |
| 年齢           | 11歳    | 体重 | 非公開            | 音源       | 田中あいみ(声優)          |

## メディアミックス

### 主な音楽CD
「音街ウナ」が曲に使用されていることが明記された主な音楽CD。
| タイトル                                                                   | アーティスト | レーベル         | 発売日         |
| -------------------------------------------------------------------------- | ------------ | ---------------- | -------------- |
| 音街ウナ2周年記念公式コンピレーションアルバム Una－Chance！ feat．音街ウナ | オムニバス   | EXIT TUNES       | 2018年10月24日 |
| comix unacode                                                              | Y.sato       | Shooting Records | 2018年8月1日   |